# 奧爾加·列佩申斯卡婭
奧爾加·列佩申斯卡婭（俄语：Ольга Васильевна Лепешинская;，1916年9月28日—2008年12月20日）是蘇聯的芭蕾舞者，於1951年獲選為苏联人民艺术家。

## 生平

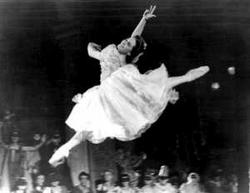
1940年，列佩申斯卡婭在《唐吉軻德》中飾演琪蒂

奧爾加·列佩申斯卡婭於1916年出生於基輔的一個波蘭家庭，其祖父因為民意黨成員而被捕，其父則為曾參與建造東清鐵路的鐵路工程師。

### 演出
列佩申斯卡婭早年即展現舞蹈天份，1925年錄取莫斯科大舞蹈學院（今莫斯科国立舞蹈学院），10歲即在莫斯科大劇院登台首演，飾演芭蕾舞劇《雪姑娘》中的小鳥；1932年她出演《胡桃鉗》，飾演糖梅仙子；1935年她在《三個胖子》中飾演主角而走紅。
列佩申斯卡婭自17歲起即在克里姆林宮的私人表演中演出，與維亞切斯拉夫·莫洛托夫的夫人波林娜·热姆丘任娜親近，另外她也是約瑟夫·史達林最喜歡的芭蕾舞者，甚至有謠言指她是後者的情婦。1943年她加入蘇聯共產黨。1951年其夫利奥尼德·瑞克曼（為蘇聯國家安全部人員）被控參與部內密謀而被捕，1953年史達林死後無罪釋放，列佩申斯卡婭認為他是因自己向史達林申訴才得以獲釋。
1940年2月列佩申斯卡婭在列寧格勒出演《唐吉軻德》，飾演琪蒂，翌年蘇聯政府設立國家史達林獎，她因演出唐吉軻德而入選第一批獲獎人。蘇德戰爭期間她隨團在前線與醫院等處演出，後隨莫斯科大劇院轉移至薩拉托夫，她在前線的演出被收錄於1941年蘇聯政府發行的紀錄片《前線演出》之中。1942年蘇維埃青年反法西斯委員會成立，列佩申斯卡婭任委員會副主席。1945年11月21日她在莫斯科大劇院出演《灰姑娘》，為戰後大劇院的首場演出，並因此再次獲頒史達林獎，後來又先後因出演《巴黎火焰》與《紅罌粟》獲獎，終其一生列佩申斯卡婭共獲頒4次史達林獎。1951年列佩申斯卡婭獲選為苏联人民艺术家。

### 執教

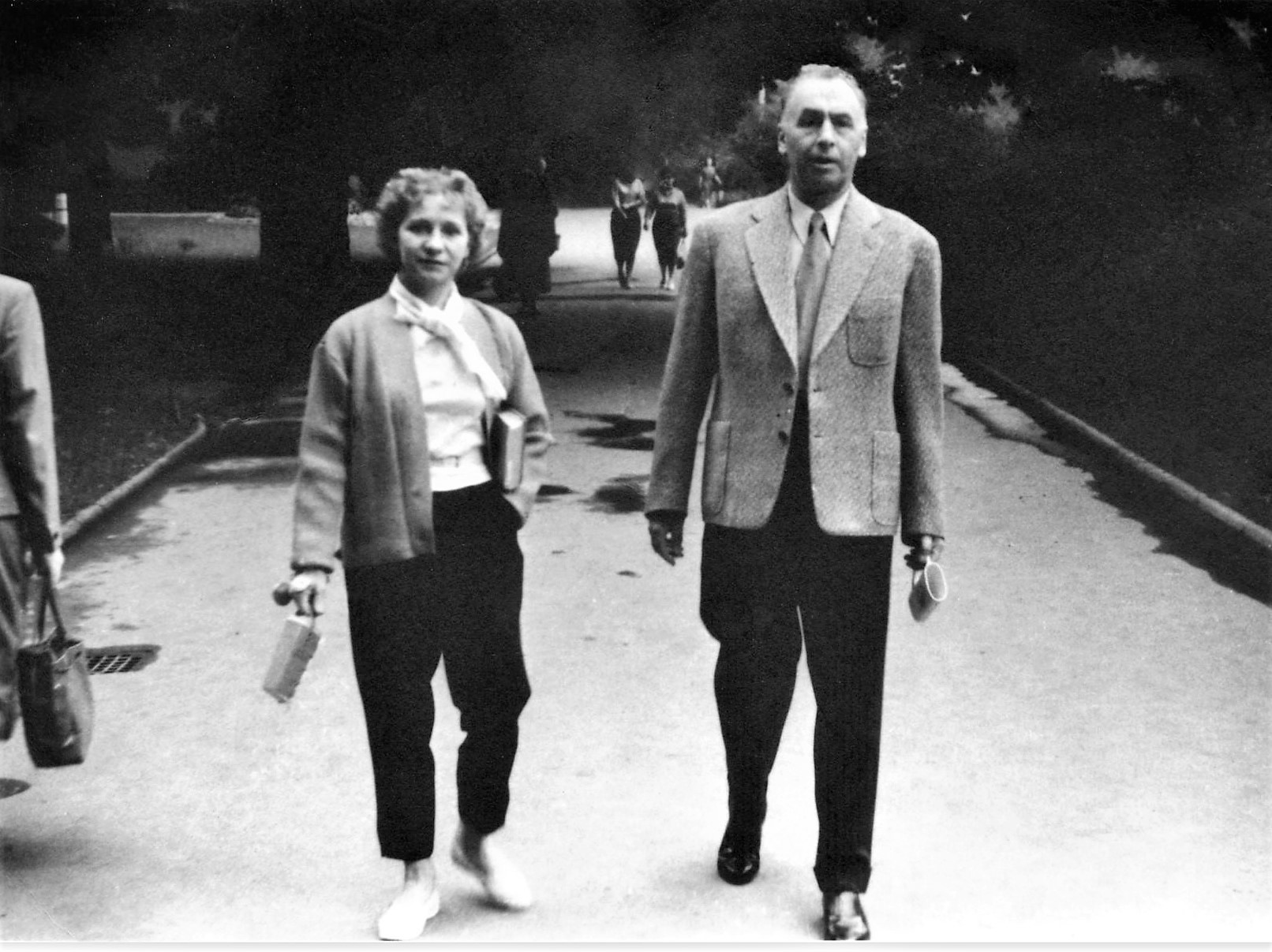
列佩申斯卡婭與其夫安东诺夫，攝於1960年

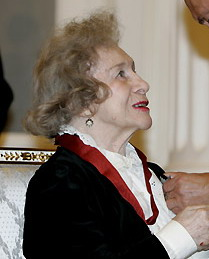
列佩申斯卡婭，攝於2006年

1956年，列佩申斯卡婭與蘇軍將領阿列克谢·因诺肯季耶维奇·安东诺夫再婚，1962年安东诺夫逝世，她因過於震驚而一度致盲，經一年治療痊癒後莫斯科大劇院已無她的職位，遂轉至柏林喜歌劇院任芭蕾教師，執教十年後退休，後來曾在世界各地的芭蕾舞團教學，1992年任俄羅斯舞蹈協會會長，並長期擔任俄罗斯戏剧艺术学院入學測試舞蹈項目的負責人。
畫家伊利亞·格拉祖諾夫在職業生涯早期曾在列佩申斯卡婭幫助下舉辦畫展，因此將她視為自己藝術生涯中的教母。
2008年12月20日，列佩申斯卡婭在莫斯科因心臟病發病逝，享壽92歲。

## 外部連結
- 奧爾加·列佩申斯卡婭在互联网电影资料库（IMDb）上的資料（英文）
- Lepeshinskaya page on Bolshoi Theater webpage （俄語）
- Review of Olga's dance in Glory of Bolshoi DVD (Spanish)
- Olga Lepeshinskaya in the Moszkowsky's Waltz （页面存档备份，存于） at YouTube.